# 帕佩島

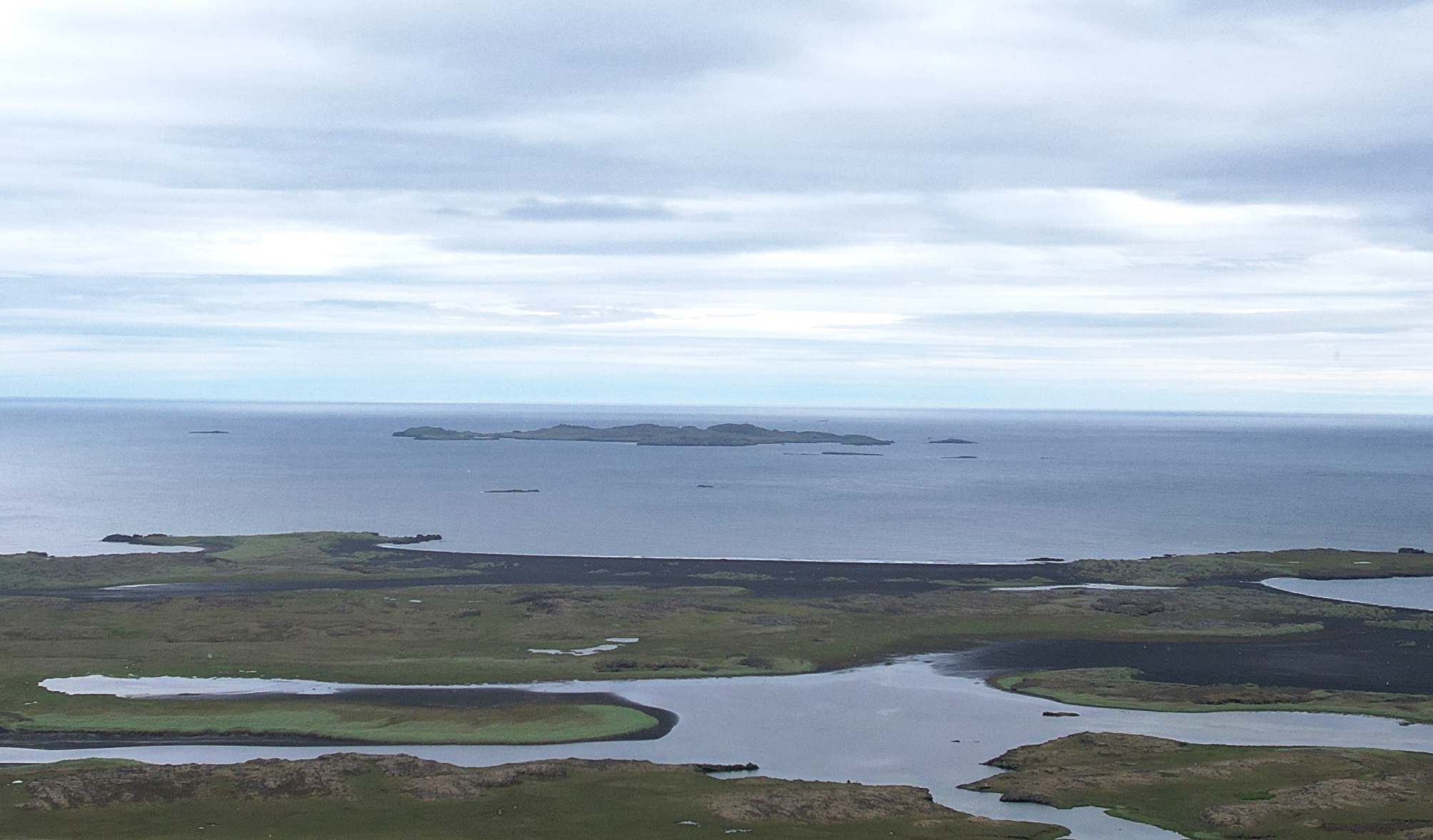
帕佩岛

帕佩島是冰島的島嶼，位於該國東南部大西洋，由東部區負責管轄，面積2平方公里，最高點海拔高度58米，島上的氣象觀測站建於1998年，島上無人居住。